# Klemens (Sziwaczew)
Klemens, nazwisko świeckie Sziwaczew (ur. 6 grudnia 1873 w Babku, zm. 3 maja 1930) – bułgarski biskup prawosławny.

## Życiorys
Wykształcenie teologiczne uzyskał w szkole duchownej w Samokowie, a następnie w Kijowskiej Akademii Duchownej. Po powrocie do Bułgarii był w szczególny sposób zaangażowany w pracę na rzecz rozwoju szkolnictwa cerkiewnego (szkoły teologiczne i wydział teologiczny Uniwersytetu Sofijskiego). W latach 1906–1909 był protosynglem przy Świętym Synodzie Egzarchatu Bułgarskiego, zaś w 1909 dzięki osobistej protekcji egzarchy Bułgarii Józefa został wyświęcony na biskupa branickiego, wikariusza metropolii łoweckiej.
Katedrę wraczańską objął w 1914 po śmierci metropolity Konstantyna. W latach po I wojnie światowej działał na rzecz wsparcia bułgarskich jeńców wojennych, umożliwienia im powrotu do kraju i udzielania pomocy materialnej na miejscu. Przyczynił się również do normalizacji stosunków między państwem bułgarskim i Bułgarskim Kościołem Prawosławnym. Wzniósł we Wracy nową rezydencję metropolitalną, zorganizował kursy teologiczne przy Monasterze Czerepiskim oraz fundusz materialnego wsparcia duchowieństwa.
W latach 1914–1930 zasiadał w Świętym Synodzie Egzarchatu Bułgarskiego, zaś od 1928 do 1930 był jego przewodniczącym. Dążył do budowy dobrych relacji Bułgarskiego Kościoła Prawosławnego z innymi lokalnymi Cerkwiami, w szczególności Rosyjską, Serbską i Rumuńską. Urząd metropolity wraczańskiego sprawował do śmierci.
Autor zbioru homilii oraz podręcznika homiletyki, wydanych w 1908.